# Canton de Huningue
Le canton de Huningue est une ancienne division administrative française, située dans le département du Haut-Rhin, en région Alsace.
Le décret no 2014-207 du 21 février 2014 en fait le canton de Saint-Louis (Haut-Rhin) : son périmètre est inchangé mais son bureau centralisateur est déplacé.

## Composition
Le canton de Huningue regroupait 21 communes :
|  | - Attenschwiller : 897 habitants ; - Blotzheim : 3 889 habitants ; - Buschwiller : 969 habitants ; - Folgensbourg : 769 habitants ; - Hagenthal-le-Bas : 1 077 habitants ; - Hagenthal-le-Haut : 593 habitants ; - Hégenheim : 3 080 habitants ; - Hésingue : 2 404 habitants ; - Huningue (chef-lieu) : 6 488 habitants ; - Knœringue : 337 habitants ; - Leymen : 1 153 habitants ; - Liebenswiller : 197 habitants ; - Michelbach-le-Bas : 738 habitants ; - Michelbach-le-Haut : 484 habitants ; - Neuwiller : 534 habitants ; - Ranspach-le-Bas : 662 habitants ; - Ranspach-le-Haut : 559 habitants ; - Rosenau : 2 018 habitants ; - Saint-Louis : 20 382 habitants ; - Village-Neuf : 3 579 habitants ; - Wentzwiller : 706 habitants. |

## Représentation

### Conseillers généraux de 1833 à 1871 et de 1919 à 2015
| Période         | Période          | Identité                     | Étiquette            | Qualité |
| --------------- | ---------------- | ---------------------------- | -------------------- | --- |
| 1833            | 1848             | François Joseph Schultz père |                      | Maire de Blotzheim |
| 1848            | 1852             | François Camille de Salomon  |                      | Avocat, propriétaire, châtelain Maire de Blotzheim (1848-1852)                                                                                |
| 1852            | 1871             | François Joseph Schultz fils |                      | Propriétaire, marchand de vin Maire de Blotzheim                                                                                              |
|                 |                  |                              |                      | |
| 1919            | 1928             | Jules-Constant Wallart       |                      | Médecin Maire de Saint-Louis (1919-1925) Président du Conseil Général (1924-1928)                                                             |
| 1928            | 1940             | Médard Brogly                | UPR                  | Professeur à Mulhouse Député (1919-1924 et 1928-1936) Ancien conseiller général du canton de Habsheim Sénateur (1936-1944)                    |
|                 |                  |                              |                      | |
| 1945            | 1949             | Marcel Hurst                 | MRP                  | Maire de Saint-Louis (1935-1941 et 1945-1957)                                                                                                 |
| 1949            | 1954 (démission) | Adolphe Paul Hoyer           | RPF                  | Maire d'Huningue |
| 18 juillet 1954 | 1957 (décès)     | Marcel Hurst                 | MRP                  | Médecin Maire de Saint-Louis (1935-1941 et 1945-1957)                                                                                         |
| 19 mai 1957     | 1967             | Germain Ginder               | MRP                  | Directeur de coopérative laitière à Saint-Louis puis à Mulhouse                                                                               |
| 1967            | 1992             | André-Paul Weber             | CD puis UDF-CDS      | Industriel et homme de lettres, Huningue |
| 1992            | 2011             | Frédéric Striby              | DVD                  | Professeur d'allemand Maire de Michelbach-le-Bas de 1971 à 2008 Député au Parlement européen de 1994 à 1999 Vice-président du Conseil général |
| 2011            | 2015             | Max Delmond                  | Cap21 puis UDI (NED) | Chef d'entreprise Maire de Folgensbourg depuis 2001 Elu en 2015 dans le Canton de Saint-Louis                                                 |

### Conseillers d'arrondissement (de 1833 à 1940)
Le canton de Huningue avait deux conseillers d'arrondissement à partir de 1919.
De 1833 à 1871, il appartenait à l'arrondissement d'Altkirch.
| Période                                  | Période      | Identité                     | Étiquette       | Qualité |
| ---------------------------------------- | ------------ | ---------------------------- | --------------- | --- |
| 1833                                     | 1836         | M. Freund père               |                 | Adjoint au maire de Saint-Louis                                                                             |
| 1836                                     | 1839         | M. Schott                    |                 | Maire de Huningue                                                                                           |
| 1839                                     | 1845         | Nicolas Moser                |                 | Juge de paix à Huningue                                                                                     |
| 1845                                     | 1848         | Ignace Rist (1791-1859)      |                 | Médecin, adjoint au maire de Saint-Louis                                                                    |
|                                          |              |                              |                 | |
| 1919                                     | 1940         | Victor Deichtmann            | Autonomiste UPR | Cultivateur, maraîcher, maire de Village-Neuf                                                               |
| 1919                                     | 1931         | Charles Riescher (1862-1949) |                 | Cultivateur, maire de Bourgfelden (Saint-Louis)                                                             |
| 1931                                     | 1935 (décès) | Charles Menweg               | UPR             | Maire de Wentzwiller                                                                                        |
| 2 juin 1935                              | 1937         | Arthur-Eugène Jaeck          | UPR             | Cultivateur, maire de Folgensbourg                                                                          |
| 1937                                     | 1940         | Justin Wicky                 | UPR             | Propriétaire à Blotzheim                                                                                    |
| 1940                                     |              |                              |                 | Les conseils d'arrondissement ont été suspendus par la loi du 12 octobre 1940 et n'ont jamais été réactivés |
| Les données manquantes sont à compléter. |              |                              |                 | |